# Et in Arcadia Ego
Et in Arcadia Ego – tytuł dwóch obrazów Nicolasa Poussina, z których bardziej znany został namalowany około lat 1638–1640 i przechowywany jest obecnie w Luwrze. Jest to zarazem najbardziej znane dzieło z dorobku tego malarza i jeden z najważniejszych obrazów nurtu klasycyzującego we francuskim malarstwie. Wcześniejsza wersja z lat 1629–1630 znajduje się w Devonshire Collection w Chatsworth.
Datowanie drugiej wersji Et in Arcadia Ego jest jednak niepewne i bywa przesuwane na lata 50. XVII w. Nie wiadomo także, dla kogo obraz powstał. Ani o zleceniodawcy, ani o czasie powstania nie wspomnieli autorzy najwcześniejszych opisów dzieła, XVII-wieczni biografowie i historycy: André Félibien i Giovanni Pietro Bellori. W 1685 roku płótno trafiło do kolekcji królewskiej i od 1695 roku znajdowało się w Wersalu, gdzie pozostało co najmniej do początku XIX wieku, po czym trafiło do Luwru.
Obraz przedstawia trzech pasterzy i kobietę, którzy spacerując po Arkadii, krainie wiecznej szczęśliwości, znaleźli grób z wyrytym napisem ET IN ARCADIA EGO. Pasterze starają się odczytać inskrypcję, która uświadamia im przemijanie, o którym zapewne nigdy nie myśleli, żyjąc w raju. Wcześniejsza wersja obrazu, jest bardziej dynamiczna, barokowa, o weneckim kolorycie. Wersja późniejsza jest zdecydowanie klasycyzująca: kompozycja jest centralna i czytelna, dramatyzm z wcześniejszego przedstawienia został zastąpiony przez zadumę, w tle ukazany został pejzaż.

## Interpretacje
Znaczenie napisu do dziś nie zostało jednoznacznie ustalone, można go bowiem tłumaczyć na dwa sposoby: I ja żyłem w Arkadii albo Ja (śmierć) jestem nawet w Arkadii. Podobnie dyskusyjna jest identyfikacja postaci kobiecej, stojącej po prawej.
XVII-wieczny historyk André Félibien pisał, że inskrypcja Et in Arcadia Ego, rozumiana jako I ja żyłem w Arkadii, jest epitafium zmarłego, który też żył w Arkadii. Zdaniem Erwina Panofsky’ego, autora artykułu z 1938 roku poświęconego obrazowi, Félibien popełnił błąd gramatyczny i prawidłowe tłumaczenie brzmi: Nawet w Arkadii jestem, gdzie wypowiadającym te słowa jest nie nieboszczyk, ale śmierć.
Claude Lévi-Strauss w książce Look Listen Read (1977) odwołuje się do obrazu Guercina o tym samym tytule, powstałego w latach 20. XVII wieku. Jego zdaniem Poussin inspirował się nim, tworząc własne dzieła. Poprzez dwukrotne przekształcanie przez Poussina obrazu Guercina powstały trzy „fazy”. Na obrazie Guercina dwaj pasterze patrzą na czaszkę, leżącą na skale z wyrytą inskrypcją; słowa Et in Arcadia Ego, tłumaczone jako I ja żyłem w Arkadii, odnosiłyby się do czaszki i miały uświadamiać, że nawet w Arkadii nie można uciec od śmierci. Wcześniejszy obraz Poussina byłby zdaniem Lévi-Straussa stadium pośrednim między dziełem Guercina a późniejszym obrazem Poussina. Skała została zastąpiona sarkofagiem, a czaszka znacznie zmniejszona i usunięta na dalszy plan. Pojawiła się natomiast pasterka. Zdaniem Lévi-Straussa czaszka stopniowo zanika, aby zostać zastąpioną przez postać kobiety. I to właśnie ta kobieta z drugiej wersji poussinowskiego płótna, przedstawiająca śmierć, ma mówić I ja jestem w Arkadii.
Zgodnie z inną koncepcją, odwołującą się do Ikonologii Cesarego Ripy, kobieta jest personifikacją rozumu. Ripa ragione opisywał jako młodą kobietę w niebiesko-złotym stroju, z laurem w ręku (na obrazie Poussina laur rośnie na drugim planie).
Pietro Citati zauważa, że klęczący pasterz, który odszyfrowuje inskrypcję, rzuca cień w kształcie kosy.

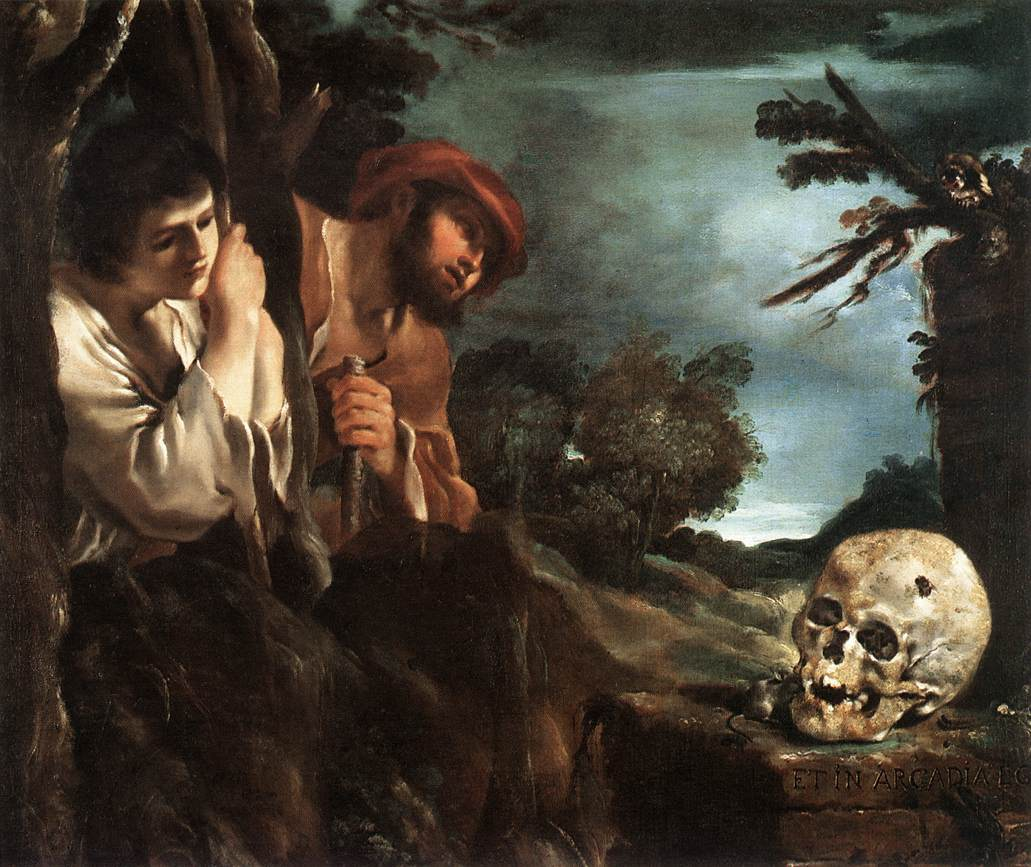
Guercino, Et in Arcadia Ego, ok. 1628